# Un duel à la dynamite
Un duel à la dynamite è un cortometraggio del 1908.

## Trama
Un uomo ed una bellissima donna entrano in un bar e si siedono ad un tavolo. Una volta che hanno ordinato, l'uomo si alza e si allontana dal tavolo. Un giovane che era al tavolo accanto approfitta dell'assenza dell'uomo e si avvicina alla donna. L'uomo torna e, risentito e offeso dalla cosa, sfida il giovane ad un duello. Il giorno seguente si ritrovano per il duello, che comincia con le spade; tuttavia, una volta infilzati, non succede nulla. Decidono di continuare con le pistole, ma anche qui la pallottola fa cilecca. Come ultimo tentativo provano con la dinamite, tutti scappano ed una volta accesa la miccia vengono proiettati in aria. Pensando che il duello sia concluso i presenti tornano in città, ma con stupore vedono cadere dal cielo i pezzi dei due combattenti. Tutti raccolgono i pezzi ricomponendo i due duellanti, che alla fine si stringono la mano e diventano amici.

## Date di rilascio
- Francia: 1908
- USA: 13 giugno 1908
- Danimarca: 3 luglio 1908

## Conosciuto anche come
- Danimarca: Dynamitduellen
- USA: A Dynamite Duel